# David Carnegie
David Ludovic George Hopetoun „John” Carnegie, 11. hrabia Northesk (ur. 24 września 1901 w Londynie, zm. 7 listopada 1963 w Binfield) – brytyjski skeletonista. Olimpijczyk z Sankt Moritz z 1928 roku.
Był głównym faworytem do zwycięstwa w pierwszych w historii zawodach skeletonowych na zimowych igrzyskach olimpijskich. Ostatecznie zajął jednak 3. miejsce i zdobył brązowy medal. Był to jego pierwszy i jedyny w karierze start na zimowych igrzyskach olimpijskich.